# Marquesado de Corvera
El marquesado de Corvera es un título nobiliario español, creado el 1 de agosto de 1685 por el rey Carlos II a favor de Pedro de Molina y Rodríguez de Junterón, quién era el tercer hijo de Francisco de Molina Alemán de Valibrera y de su segunda esposa Catalina de Junterón y Zambrana.
El rey Alfonso XII le concedió la Grandeza de España el 6 de noviembre de 1875 al octavo marqués, Rafael de Bustos y Castilla-Portugal.
Su denominación hace referencia a la localidad de Corvera (Murcia).

## Marqueses de Corvera
|                        | Titular                                        | Periodo                |
| Creación por Carlos II | Creación por Carlos II                         | Creación por Carlos II |
| ---------------------- | ---------------------------------------------- | ---------------------- |
| I                      | Pedro de Molina y Rodríguez de Junterón        | 1685-1713              |
| II                     | Pedro de Molina y Junterón y Ladrón de Guevara | 1713-1715              |
| III                    | Ana Teresa de Molina y Ladrón de Guevara       | 1715-1747              |
| IV                     | Pedro José de Bustos y Molina                  | 1747-1768              |
| V                      | Rafael Antonio de Bustos y Molina              | 1768-1780              |
| VI                     | Rafael de Bustos y Llamas                      | 1780-1829              |
| VII                    | Rafael de Bustos y Sagade Bogueiro             | 1829-1848              |
| VIII                   | Rafael de Bustos y Castilla-Portugal           | 1848-1894              |
| IX                     | Alfonso Bustos y Bustos                        | 1894-1928              |
| X                      | José Alfonso de Bustos y Ruiz de Arana         | 1930-1940              |
| XI                     | Casilda de Bustos y Figueroa                   | 1951-1957              |
| XII                    | José Finat y de Bustos                         | 1957-actual titular    |

## Historia de los marqueses de Corvera
- Pedro de Molina y Rodríguez de Junterón (m. 6 de agosto de 1713), I marqués de Corvera, regidor de Murcia. En 1685 adquirió el título por compra al convento de San Gerónimo de Madrid «que lo había recibido por una concesión del rey Carlos II».[2]

Casó con Francisca María Ladrón de Guevara y Guevara. Le sucedió su hijo:
- Pedro de Molina Junterón y Ladrón de Guevara (m. 15 de septiembre de 1715), II marqués de Corvera[1] y regidor de Murcia.

Casó el 14 de abril de 1708 con Isabel de Salabert y Aguerri. Sin descendientes, le sucedió su hermana:
- Ana Teresa de Molina y Ladrón de Guevara (m. 1747),[3] III marquesa de Corvera.[1]

Casó con Cristóbal de Bustos Carrasco y Balboa (m. 1755),, hijo de Francisco Juan de Bustos y Moya (m. 1684) y de Francisca Carrasco Y Balboa, hija de Luis Antonio Carrasco Balboa y de Elvira Magdalena de Balboa, señores jurisdiccionales de Cotillas y Casablanca. Cristóbal fue señor de Cotillas —desde la muerte de su abuela Elvira en 1698—, de Casablanca y maestrante de Granada. Le sucedió su hijo:
- Pedro José de  Bustos y Molina (1753-4 de noviembre de 1768), IV marqués de Corvera.[1][6]

Contrajo matrimonio con Nicolasa Lucas Celdrán. Sin descendientes, le sucedió su hermano:
- Rafael Antonio de Bustos y Molina (Murcia, 30 de octubre de 1728-1780), V marqués de Corvera,[7][1] señor de Cotillas, de Casablanca y de Benandín.

En 2 de junio de 1754 Casó en Ricote con Juana de Llamas y Molina (m. 1806), hija de Juan de LLamas González y de Antonia Molina Serrano. Le sucedió su hijo:
- Rafael de Bustos y LLamas (m. 29 de mayo de 1829), VI marqués de Corvera.[1]

Casó en 1779 con María Antonia Sagade Bogueiro y Valderrama, VIII vizcondesa de Rías, hija de Francisco María Sagade Bogueiro del Moral y de Juana de Valderrama Palacio, VI vizcondesa de Rías. del linaje de los Granada Venegas descendientes del infante Cidi Hiaya-Al-Nayar, primo de Boabdil, el último rey de Granada. Le sucedió su hijo:
- Rafael de Bustos y Sagade Bogueiro (m. 6 de enero de 1848), VII marqués de Corvera,[1] IX vizconde de Rías.[11]

Casó con María Rosa de Castilla-Portugal y Baillo, descendiente del rey Pedro I de Castilla y de su amante Isabel de Sandoval, así como de Juana de Portugal y de su amante, Pedro de Castilla y Fonseca. En 26 de mayo de 1848 le sucedió su hijo:
- Rafael de Bustos y Castilla-Portugal (Huéscar, 28 de abril de 1807-Archena, 16 de marzo de 1894), VIII marqués de Corvera.[3] En 1875, el rey Alfonso XII, en agradecimiento por su ayuda para recuperar el trono, le hizo la merced de agregar la grandeza de España al título.[13] Fue ministro de Fomento con la reina Isabel II, senador vitalicio y por derecho propio por Murcia, caballero de la Orden del Toisón de Oro, gentilhombre del rey, maestrante de Granada y caballero de la Orden de Carlos III.[13]

Casó con María Teresa Riquelme y Arce (1817-1878), III marquesa de las Almenas, grande de España y dama noble de la Orden de María Luisa e hija de Antonio Riquelme y Fontes y de Josefa de Arce Núñez Flores, II marquesa de las Almenas, que sucedió a su hijo, Antonio Riquelme y Arce, I marqués de las Almenas.  Fueron los padres de siete hijos, entre ellos: Rafael, que falleció soltero sin descendencia; María Dolores (1840-1907), IV marquesa de las Almenas, que Casó con su tío paterno, José de Bustos y Castilla-Portugal (1823-1896), X vizconde de Rías, y fueron los padres del IX marqués de Corvera;;  y Rosa María (1847-1906), XII marquesa de Salinas del Río Pisuerga, casada con Antonio Pascual de Riquelme Palavicino, X marqués de Beniel, de quien se divorció en 1902 sin haber tenido descendecia. Le sucedió su nieto:
- Alfonso de Bustos y Bustos (Madrid, 13 de noviembre de 1861-ibid., 25 de diciembre de 1928),[17] IX marqués de Corvera,[1] IV marqués de las Almenas, XI vizconde de Rías, senador electo por Murcia y por derecho propio, diplomático y enviado y ministro plenipotenciario en México.[17] Rehabilitó varios títulos que habían caducado o habían sido abandonado de sus antepasados y de su esposa para sus hijos, entre ellos, el ducado de Pastrana y el de Estremera, el marquesado de la Villa de San Román, la baronía de Bellpuig, el ducado de Huete y el de Andría.[18]

Casó el 18 de junio de 1882 con María Isabel Luisa Ruiz de Arana y Osorio de Moscoso (1865-1939), XXII condesa de Nieva, XVI condesa de Oliveto (por rehabilitación en 1926) y dama de la reina Victoria Eugenia de Battenberg. Era hija de José María Ruiz de Arana y Saavedra, VIII conde de Sevilla la Nueva y II vizconde de Mamblas, y de María Rosalía Osorio de Moscoso y Carvajal, XIV duquesa de Baena. Del matrimonio nacieron dieciocho hijos, once de ellos sobrevivieron y solamente cinco tuvieron sucesión. En 11 de febrero de 1930 le sucedió su hijo:
- José Alfonso de Bustos y Ruiz de Arana (Madrid, 1883-1937),[21] X marqués de Corvera,[1] X vizconde de Rías,[21] y II duque de Andria[19].

Casó en primeras nupcias el 18 de octubre de 1910 con Teresa de Perinat y Terry, hija de la I marquesado de Perinat, de quien nació una niña que falleció en la infancia. Contrajo un segundo matrimonio con Blanca de Alzola y González de Castejón,  I marquesa de Yurreta  y Gamboa, que en primeras nupcias había casado con Juan de Gurtubay y González de Castejón y fueron los padres de Carmen de Gurtubay. Sin descendencia de sus matrimonios, en 13 de julio de 1951 le sucedió su sobrina, hija de su hermano, Rafael de Bustos y Ruiz de Arana, jefe de la Casa de Corvera después de la defunción de su hermano, y XIII marqués de Salinas del Río Pisuerga y de Casilda de Figueroa y Alonso Martínez, hija de Álvaro de Figueroa y Torres, I conde de Romanones:
- Casilda de Bustos y Figueroa (m. 3 de julio de 2000), XI marquesa de Corvera,[1][3] XX marquesa de Campotéjar,[25] XVI duquesa de Pastrana,[23] V marquesa de las Almenas, XIV marquesa de Salinas del Río Pisuerga.

Casó el 27 de junio de 1929 con José Finat y Escrivá de Romaní XVII conde de Mayalde, embajador de España y alcalde de Madrid, III conde de Finat, XV conde de Villaflor, XII marqués de Terranova.  En 31 de diciembre de 1957 le sucedió su hijo:
- José Finat y de Bustos (n. Madrid, 13 de septiembre de 1932), XII marqués de Corvera,[1][3] XXI marqués de Campotéjar[26] y XVII duque de Pastrana.[23]

Contrajo matrimonio el 17 de junio de 1957 con Aline Riva de Luna.